# Mantenimiento planificado
El mantenimiento planificado (PM) es un tipo de mantenimiento para un objeto o equipo de producción que se caracteriza por ser programado. Específicamente, el mantenimiento planificado es una visita de servicio programada realizada por un agente competente y adecuado, para asegurar que un elemento de equipo funcione correctamente y, por lo tanto, evitar cualquier interrupción no programada y tiempo de inactividad.
Se caracteriza por la progresiva mentalización por la calidad y el consiguiente desarrollo de técnicas para el control y aseguramiento de la calidad. En esta etapa, se produce un gran desarrollo tecnológico en los medios de producción, impulsado por la necesidad de diseñar equipos que puedan producir bienes de la calidad exigida por el mercado.
En cuanto al mantenimiento, la creciente automatización de los procesos productivos y la complejidad de su mantenimiento, hizo que a partir de los años 50 se introdujese el concepto de mantenimiento preventivo y en la década de los 60 surge en Estados Unidos.

## Historia
El concepto de mantenimiento planificado (PM) surge en el seno de General Electric.[cita requerida] Este concepto hace referencia a que el objetivo del mantenimiento no es solo mantener los equipos sino mejorar la calidad mediante modificaciones de diseño que mejoren la fiabilidad y la mantenibilidad de los equipos. De esta manera el PM engloba el mantenimiento correctivo, preventivo y la gestión de la calidad.
A partir de 1964 se introduce el PM en Japón, no sin antes haberlo dotado del toque característico japonés, mientras en la mayoría de las empresas estadounidenses el mantenimiento y la producción se mantenían separados, los japoneses consiguen que todos los operadores participen en el mantenimiento de los equipos de producción.